# Dennis Rader
Dennis Rader   (Pittsburg i Estats Units d'Amèrica, 9 de març de 1945) és un assassí en sèrie nord-americà conegut com a BTK (abreviatura que ell mateix es va donar per "lligar, torturar, matar" en anglès "bind, torture, kill"), el BTK Strangler o el BTK Killer. Entre 1974 i 1991, Rader va matar deu persones a Wichita i Park City (Kansas), i va enviar cartes de burla a la policia i als diaris descrivint els detalls dels seus crims. Després d'una aturada d'una dècada, Rader va reprendre l'enviament de cartes el 2004, que va conduir a la seva detenció el 2005 i la posterior declaració de culpabilitat. Actualment, està complint deu cadenes perpètues consecutives a la instal·lació correccional d'El Dorado a Prospect Township, Butler County, Kansas.

## Biografia
Rader va néixer el 9 de març de 1945, a Dorothea Mae Rader (Cook) i William Elvin Rader, un dels quatre fills. Els seus germans són Paul, Bill i Jeff Rader. Les fonts indiquen que el lloc de naixement de Rader és Columbus, Kansas o Pittsburg, Kansas. I va créixer a Wichita Tots dos pares treballaven moltes hores i feien poca atenció als seus fills a casa. Més tard, Rader va descriure sentir-se ignorat per la seva mare en particular i ressentir-la per això.
Des de jove, Rader va albergar fantasies sexuals sàdiques sobre torturar dones "atrapades i indefenses". També va mostrar zoosadisme torturant, matant i penjant animals petits. Rader va representar fetitxes sexuals per voyeurisme, asfíxia autoeròtica i travestisme. Sovint espiava les veïnes mentre anava vestit amb roba de dona, inclosa roba interior de dona que havia robat, i es masturbava amb cordes o altres lligams al voltant dels braços i el coll.
Anys més tard, durant els seus períodes de "refredament" entre assassinats, Rader es va fer fotos amb roba de dona i una màscara femenina mentre estava lligat. Més tard va admetre que fingia ser les seves víctimes com a part d'una fantasia sexual. No obstant això, Rader va mantenir les seves inclinacions sexuals ben amagades, i a la seva comunitat se'l considerava "normal", "educat" i "ben educat".
Va assistir a la Kansas Wesleyan University després de l'escola secundària, però va rebre notes mediocres i va abandonar els estudis després d'un any. Llavors anà a servir a la Força Aèria dels Estats Units de 1966 a 1970. Després de l'alta, es va traslladar a Park City (un suburbi de Wichita, KS), on va treballar al departament de carn d'un supermercat Leekers IGA on la seva mare era comptable. Rader es va casar amb Paula Dietz el 22 de maig de 1971, i van tenir dos fills, Kerri i Brian. Va assistir al Butler County Community College a El Dorado, on va obtenir un títol associat en electrònica el 1973. Després es va matricular a la Universitat Estatal de Wichita i es va graduar el 1979 amb una llicenciatura en ciències, especialitzat en Administració de Justícia.
Rader va treballar inicialment com a muntador per a Coleman Company, una empresa de subministraments a l'aire lliure. Va fer feina de l'oficina dels Serveis de Seguretat ADT amb seu a Wichita des de 1974 fins a 1988, on va instal·lar alarmes de seguretat com a part de la seva feina, en molts casos per als propietaris preocupats pels assassinats de BTK. També va ser un supervisor d'operacions de camp del cens per a l'àrea de Wichita el 1989, abans del Cens dels Estats Units del 1990.
El maig de 1991, Rader es va convertir en un caçador de gossos i oficial de compliment a Park City. En aquesta posició, els veïns el recordaven com a vegades excessivament entusiasta i extremadament estricte, a més de tenir especial obsessió a assetjar dones solteres. Un veí es va queixar que Rader va matar el seu gos sense cap motiu.
Rader era membre de l'Església Luterana de Crist a Wichita i havia estat elegit president del consell de l'església. També va ser líder de Cub Scout. El 26 de juliol de 2005, després de la detenció de Rader, a la seva dona se li va concedir un "divorci d'urgència" (exempció del període d'espera normal). En una entrevista a ABC News el 2019, la filla de Rader, Kerri, va dir que encara escriu al seu pare i ara l'ha perdonat, però que encara lluita per reconciliar-se amb l'assassí BTK, afirmant que la seva infància semblava normal i que eren una "família americana normal".

## Historial de casos

### Assassinats
El 15 de gener de 1974, quatre membres de la família Otero van ser assassinats a Wichita, Kansas. Les víctimes van ser Joseph Otero, de 38 anys d'edat; Julie Otero, de 33 anys d'edat; Josep Otero Jr., de 9 anys d'edat; i Josephine Otero, d'11 anys d'edat. Els seus cossos van ser descoberts pels tres fills grans de la família, que havien anat a l'escola en el moment dels assassinats. Després de la seva detenció el 2005, Rader va confessar haver matat la família Otero. Rader va escriure una carta que s'havia guardat dins d'un llibre d'enginyeria a la Biblioteca Pública de Wichita a l'octubre 1974, que descrivia amb detall l'assassinat de la família Otero el gener d'aquell any.
Entre la primavera de 1974 i l'hivern de 1977, Rader va matar tres dones més: Kathryn Bright (el 4 d'abril de 1974), Shirley Vian Relford (el 17 de març de 1977) i Nancy Fox (8 de desembre de 1977). A principis de 1978, va enviar una altra carta a l'estació de televisió KAKE a Wichita, reivindicant la responsabilitat dels assassinats dels Oteros, Bright, Vian Relford i Fox. Va suggerir molts noms possibles per a si mateix, inclòs el que es va establir finalment: BTK. Va exigir l'atenció dels mitjans en aquesta segona carta, i finalment es va anunciar que Wichita sí que tenia un assassí en sèrie en llibertat. Es va adjuntar un poema titulat "Oh! Death to Nancy", una paròdia de la lletra de la cançó popular nord-americana "O Death". A la carta, afirmava haver estat impulsat a matar per un "factor X", que va caracteritzar com un element sobrenatural que també va motivar els assassinats de Jack l'Estripador, el Fill de Sam i l'estrangulador de Hillside.
També tenia la intenció de matar altres, com Anna Williams, que el 1979 tenia 63 anys, i va escapar de la mort tornant a casa molt més tard del previst. Rader va explicar durant la seva confessió que es va obsessionar amb Williams i estava "absolutament lívid" quan ella el va evadir. Va passar hores esperant a casa seva, però es va impacientar i se'n va anar quan ella no va tornar a casa després de visitar uns amics.
Marine Hedge, de 53 anys, va ser trobada el 5 de maig de 1985, a East 53rd Street North entre North Webb Road i North Greenwich Road a Wichita. Rader la va matar el 27 d'abril, i va portar el seu cadàver a la seva església, la Christ Lutheran Church, on n'era el president del consell de l'església. Allà, va fotografiar el seu cos en diverses posicions d'esclavitud. Rader havia emmagatzemat prèviament làmines de plàstic negre i altres materials a l'església en preparació per a l'assassinat i després va llançar el cos a una rasa remota. Havia anomenat el seu pla "Projecte Cookie".
El 1988, després dels assassinats de tres membres de la família Fager a Wichita, es va rebre una carta d'algú que deia ser l'assassí de BTK, en la qual l'autor de la carta negava ser l'autor dels assassinats de Fager. L'autor atribueix a l'assassí haver fet "un treball admirable". No es va demostrar fins al 2005 que aquesta carta fos, de fet, escrita per Rader. La policia no considera que hagi comès aquest delicte.
Dues dones que Rader va assetjar a la dècada de 1980 i una que va assetjar a mitjans de la dècada de 1990 van presentar ordres d'allunyament contra ell. Una d'elles també va canviar la seva adreça per evitar-lo.
La seva última víctima, Dolores E. Davis, va ser trobada l'1 de febrer de 1991, a West 117th Street North i North Meridian Street a Park City. Rader la va matar el 19 de gener.

### Cas fred
L'any 2004, la investigació del BTK Killer es va considerar un cas fred. Aleshores, Rader va iniciar una sèrie d'11 comunicacions als mitjans locals. Aquesta activitat va portar directament a la seva detenció el febrer de 2005.
El març de 2004, The Wichita Eagle va rebre una carta d'algú amb el nom de Bill Thomas Killman. L'autor de la carta afirmava que havia assassinat Vicki Wegerle el 16 de setembre de 1986, i adjuntava fotografies de l'escena del crim i una fotocòpia del seu carnet de conduir, que havia estat robat en el moment del crim. Abans d'això, no s'havia establert definitivament que Wegerle fos assassinat per BTK. L'ADN recollit sota les ungles de Wegerle va proporcionar a la policia proves desconegudes anteriorment. Després van començar a fer proves d'ADN a centenars d'homes en un esforç per trobar l'assassí en sèrie. En total, més de 1.300 mostres d'ADN es van prendre i en acabat es van destruir per ordre judicial.
El maig de 2004, l'estació de televisió KAKE de Wichita va rebre una carta amb encapçalaments de capítols per a la "Història de BTK", identificacions falses i un trencaclosques de paraules. El 9 de juny, es va trobar un paquet enganxat a un senyal de stop a la cantonada de les carreteres First i Kansas a Wichita. Tenia descripcions gràfiques dels assassinats d'Otero i un esbós amb l'etiqueta "The Sexual Thrill Is My Bill". També s'adjuntava una llista de capítols per a un llibre proposat titulat The BTK Story, que imitava una història escrita el 1999 per l'escriptor de crims de Court TV David Lohr. El primer capítol es titulava "Ha nascut un assassí en sèrie". Al juliol, un paquet caigut a la ranura de retorn d'una biblioteca pública contenia material més estrany, inclosa l'afirmació que ell era el responsable de la mort de Jake Allen, de 19 anys, a Argonia, Kansas, a principis d'aquell mes. Aquesta afirmació era falsa i la mort es va considerar un suïcidi.
Després de la seva captura, Rader va admetre en el seu interrogatori que havia estat planejant matar de nou i que havia fixat una data, l'octubre de 2004, i estava perseguint la seva víctima prevista. L'octubre de 2004, es va deixar caure un "sobre de manila" a una caixa d'UPS a Wichita. Tenia moltes targetes amb imatges de terror i servitud de nens enganxades, un poema que amenaçava la vida de l'investigador principal, el tinent Ken Landwehr, i una autobiografia falsa amb molts detalls sobre la vida de Rader. Aquests detalls es van donar a conèixer posteriorment al públic. El desembre de 2004, la policia de Wichita va rebre un altre paquet de l'assassí de BTK. Aquesta vegada, el paquet es va trobar al Murdock Park de Wichita. Tenia el carnet de conduir de Nancy Fox, que es va notar com a robat de l'escena del crim, així com una nina que estava lligada simbòlicament a les mans i als peus, i tenia una bossa de plàstic lligada al cap.
El gener de 2005, Rader va intentar deixar una caixa de cereals al llit d'una camioneta en un Home Depot a Wichita, però el propietari del camió va rebutjar la caixa. Més tard es va recuperar de la paperera després que Rader li preguntés què n'havia passat en un missatge posterior. La cinta de vigilància de l'aparcament d'aquella data va revelar una figura llunyana que conduïa un Jeep Cherokee negre deixant la caixa a la camioneta. El febrer de 2005, es van enviar més postals a KAKE i es va trobar que una altra caixa de cereals que quedava en un lloc rural contenia una altra nina lligada.
En les seves cartes a la policia, Rader va preguntar si els seus escrits, si es posaven en un disquet, es podrien rastrejar o no. La policia va respondre a la seva pregunta en un anunci de diari publicat al Wichita Eagle dient que seria segur utilitzar el disc. El 16 de febrer de 2005, Rader va enviar un disquet Memorex violeta d'1,44 megabytes a la filial de Fox KSAS-TV a Wichita. També s'hi adjuntaven una carta, un collaret de color daurat amb un gran medalló i una fotocòpia de la portada de Rules of Prey, una novel·la de 1989 sobre un assassí en sèrie.
La policia va trobar metadades incrustades en un document de Microsoft Word esborrat que, desconegut per a Rader, encara estava emmagatzemat al disquet. Les metadades contenien les paraules "Christ Lutheran Church" i el document va ser marcat com a darrera modificació per "Dennis". Una recerca a Internet va determinar que un "Dennis Rader" era president del consell de l'església. Quan els investigadors van passar per la casa de Rader, van veure-hi un Jeep Cherokee negre, el tipus de vehicle que es veu a les imatges de vigilància de Home Depot, i que estava estacionat fora. Aquesta era una prova circumstancial forta contra Rader, però necessitaven proves més directes per detenir-lo.
La policia va obtenir una ordre per comprovar una prova de Papanicolau extreta de la filla de Rader a la clínica mèdica de la Universitat Estatal de Kansas. Les proves d'ADN van mostrar una "concordança familiar" entre la prova de Papanicolaou i la mostra de les ungles de Wegerle; això indicava que l'assassí estava estretament relacionat amb la filla de Rader, i combinat amb les altres proves va ser suficient perquè la policia arrestés Rader.

## Detenció
Rader va ser arrestat mentre conduïa prop de casa seva a Park City poc després del migdia del 25 de febrer de 2005. Un oficial va preguntar: "Senyor Rader, sap per què va al centre?" Rader va respondre: "Oh, tinc sospites. Per què?". La policia de Wichita, l'Oficina d'Investigació de Kansas, l'FBI i els agents de l'ATF van escorcollar la casa i el vehicle de Rader, confiscant proves que inclouen equips informàtics, un parell de mitges negres recuperades d'un cobert i un contenidor cilíndric. També es van escorcollar l'església a la qual va assistir, el seu despatx a l'Ajuntament i la sucursal principal de la biblioteca de Park City. En una conferència de premsa l'endemà al matí, el cap de la policia de Wichita, Norman Williams, va anunciar que "el resultat final: BTK està arrestat".

## Procediments legals
El 28 de febrer de 2005, Rader va ser acusat de 10 càrrecs d'assassinat en primer grau. Poc després de la seva detenció, Associated Press va citar una font anònima que al·legava que Rader havia confessat altres assassinats a més d'aquells amb els quals havia estat relacionat. Tanmateix, el fiscal del districte del comtat de Sedgwick va negar la història, però es va limitar a dir si Rader havia fet alguna confessió o no, o si els investigadors estaven investigant la possible implicació de Rader en més assassinats no resolts. El 5 de març, fonts de notícies van afirmar haver verificat per diverses fonts que Rader havia confessat els 10 assassinats dels quals se l'acusava, però cap dels altres.
L'1 de març, la fiança de Rader es va fixar en 10 milions de dòlars als Estats Units i es va nomenar un defensor públic per representar-lo. El 3 de maig, el jutge va declarar no culpable a Rader, ja que Rader no va parlar en la seva compareixença; tanmateix, el 27 de juny, la data prevista del judici, Rader va canviar la seva declaració per culpable. Va descriure els assassinats amb detall i no va demanar disculpes.
A la sentència de Rader del 18 d'agost, les famílies de les víctimes van fer declaracions, després de les quals Rader es va disculpar en un monòleg de 30 minuts que el fiscal va comparar amb un discurs d'acceptació dels Premis Oscar de l'Acadèmia. La seva declaració ha estat descrita com un exemple d'un fenomen sovint observat entre els psicòpates: la seva incapacitat per entendre el contingut emocional del llenguatge. Va ser condemnat a 10 cadenes perpètues consecutives, amb un mínim de 175 anys. Kansas no tenia pena de mort en el moment dels assassinats. El 19 d'agost va ser traslladat al Centre Penitenciari El Dorado.
Rader va parlar de temes innocus com el temps durant els 40 minuts amb cotxe fins a El Dorado, però va començar a plorar quan van arribar a la ràdio les declaracions de les famílies de les víctimes del procés judicial. Ara es troba en aïllament per a la seva protecció (amb una hora d'exercici al dia i dutxes tres cops per setmana). Això probablement continuarà indefinidament. A partir del 2006, se li va permetre l'accés a la televisió i la ràdio, a llegir revistes i altres privilegis per bon comportament.

### Investigacions posteriors
Després de la detenció de Rader, la policia de Wichita, Park City i diverses ciutats dels voltants va investigar casos no resolts amb la cooperació de la policia estatal i l'FBI. Es van centrar especialment en els casos posteriors al 1994, quan es va restablir la pena de mort a Kansas. La policia d'estats circumdants com Nebraska, Missouri, Colorado, Oklahoma i Texas també va investigar "casos freds" que s'ajusten fins a cert punt al patró de Rader. L'FBI i les jurisdiccions locals dels antics llocs d'oficina de Rader van comprovar els casos no resolts durant el temps de Rader al servei.
Després d'investigacions exhaustives, cap d'aquestes agències va descobrir cap altre assassinat atribuïble a Rader, confirmant les primeres sospites que Rader s'hauria donat el mèrit de qualsevol assassinat addicional que hagués comès. Ara es creu que els deu assassinats coneguts són els únics assassinats dels quals Rader és realment responsable, tot i que la policia de Wichita està bastant segura que Rader va perseguir i investigar altres víctimes potencials. Això inclou una persona que es va salvar quan Rader va cancel·lar el seu atac previst a la seva arribada a prop de la casa de l'objectiu a causa de la presència d'equips de construcció i carretera a prop. Rader va declarar en la seva entrevista policial que "hi ha molta gent afortunada", és a dir, que havia pensat i desenvolupat diversos nivells de plans d'assassinat per a altres víctimes.

### Avaluació de Robert Mendoza
El psicòleg de Massachusetts Robert Mendoza va ser contractat pels defensors públics designats pel tribunal de Rader per dur a terme una avaluació psicològica de Rader i determinar si una defensa basada en la bogeria podria ser viable. Va realitzar una entrevista després que Rader es declarés culpable el 27 de juny de 2005. Mendoza va diagnosticar a Rader amb trastorns de la personalitat narcisistes, antisocials i obsessivocompulsius: Va observar que Rader té un sentit grandiós de si mateix, una creença que és "especial" i, per tant, té dret a un tractament especial; una necessitat patològica d'atenció i admiració; una preocupació per mantenir un ordre i una estructura rígids; i una total falta d'empatia per les seves víctimes.
NBC va afirmar que Rader sabia que l'entrevista podria ser televisada, però això era fals segons l'oficina del xèrif del comtat de Sedgwick. Rader va esmentar l'entrevista durant la seva declaració de sentència. El 25 d'octubre de 2005, el fiscal general de Kansas va presentar una petició per demandar a Mendoza i Tali Waters, copropietaris de Cambridge Forensic Consultants, LLC, per incompliment de contracte, al·legant que tenien la intenció de beneficiar-se econòmicament de l'ús de la informació obtinguda mitjançant la participació en defensa de Rader. El 10 de maig de 2007, Mendoza va resoldre el cas per 30.000 dòlars EUA sense admetre cap delicte.

## Víctimes
| Nom                           | Sexe | Edat | Data de la mort        | Lloc de la mort                                                 | Causa de mort                   | Arma utilitzada  |
| ----------------------------- | ---- | ---- | ---------------------- | --------------------------------------------------------------- | ------------------------------- | ---------------- |
| Josep Otero                   | M    | 39   | 15 de gener de 1974    | 803 N. Edgemoor Street, Wichita                                 | Sufocat                         | Bossa de plàstic |
| Júlia Maria Otero             | F    | 33   | 15 de gener de 1974    | 803 N. Edgemoor Street, Wichita                                 | Estrangulat                     | Corda            |
| Josep Otero, Jr.              | M    | 9    | 15 de gener de 1974    | 803 N. Edgemoor Street, Wichita                                 | Sufocat                         | Bossa de plàstic |
| Josefina Otero                | F    | 11   | 15 de gener de 1974    | 803 N. Edgemoor Street, Wichita                                 | Penjat                          | Corda            |
| Kathryn Doreen Bright         | F    | 21   | 4 d'abril de 1974      | 3217 E. 13th Street N., Wichita (mort al Wesley Medical Center) | Apunyalat tres cops a l'abdomen | Ganivet          |
| Shirley Ruth Vian Relford     | F    | 24   | 17 de març de 1977     | 1311 S. Carrer Hidràulic, Wichita                               | Estrangulat                     | Corda            |
| Nancy Jo Fox                  | F    | 25   | 8 de desembre de 1977  | 843 S. Pershing Street, Wichita                                 | Estrangulat                     | Cinturó          |
| Marine Wallace Hedge          | F    | 53   | 27 d'abril de 1985     | 6254 N. Carrer de la Independència, Park City                   | Estrangulat                     | Mà(s)            |
| Vicki Lynn Wegerle            | F    | 28   | 16 de setembre de 1986 | 2404 W. 13th Street N., Wichita                                 | Estrangulat                     | Mitja de niló    |
| Dolores Earline Johnson Davis | F    | 62   | 19 de gener de 1991    | 6226 N. Hillside Street, Wichita (a l'est de Park City)         | Estrangulat                     | Panti            |

## En mitjans de comunicació
La psicòloga forense Katherine Ramsland va compilar Confession of a Serial Killer a partir de la seva correspondència de cinc anys amb Rader.
Múltiples obres es basen en el cas:
- Stephen King ha dit que la seva novel·la A Good Marriage, i la pel·lícula basada en ella, es van inspirar en l'assassí de BTK;[80]
- El novel·lista Thomas Harris ha dit que el personatge de Francis Dolarhyde a la seva novel·la de 1981 Red Dragon es basa parcialment en el BTK Killer, aleshores no identificat.[81]
- L'episodi 4 de la temporada 6 (2004) de Law &amp; Order: Special Victims Unit es basa en aquest cas.[82]
- L'episodi 15 de la temporada 1 (2006) de Criminal Minds es basa en els assassinats de Rader.[83][84]
- A la sèrie de Netflix Mindhunter apareix un personatge basat en Rader interpretat per l'actor Sonny Valicenti.[85][86]
- Kane Hodder retrata Rader a la pel·lícula BTK del 2008, la pel·lícula és meitat biopic i mig relat de ficció dels assassinats.[87]
- L'assassí de la pel·lícula The Clovehitch Killer es va inspirar en Dennis Rader.[88]
- La banda de thrash metal Exodus va escriure una cançó titulada "BTK", que es va inspirar en la història del crim de Dennis Rader.[89]